# Zawadka (powiat wadowicki)
Zawadka is een dorp in de Poolse woiwodschap Klein-Polen. De plaats maakt deel uit van de gemeente Wadowice en telt 748 inwoners.